# Turris amicta
Turris amicta é uma espécie de gastrópode do gênero Turris, pertencente a família Turridae.